# 拼音加加
拼音加加是一种拼音类的中文输入法，与整句输入风格的智能狂拼不同的是对词语的处理特性较好。在2.204版本推出之后，拼音加加一度停止更新有4年时间。2004年底推出新版，版本号从3.0开始计算。

## 历史与现状
拼音加加最初由曾经就职于中文之星的廖恒毅制作，3.0版本之后一度采用基于.NET的开发环境，但是因为微软Longhorn系统发布和普及的速度迟于预期，所以重新调整为C++语言开发环境。由廖恒毅委托孙百川继续开发。有人认为，加加的3.0版本可以分为两个阶段，3.11和之前的版本倾向于提高整句输入性能，3.11之后的4.0版本离开了整句的开发方向，走向了词语输入模式的开发，这种开发方式后来受到了很多人的批评，认为这是走向了开发的歧路。在舆论压力下，拼音加加5.0在输入风格上重新作出了调整，迎合了众多喜欢整句风格的用户的需求。
近几年，随着搜狐旗下的搜狗拼音输入法、Google中国公司旗下的谷歌拼音输入法、腾讯旗下的QQ拼音输入法的问世以及紫光拼音输入法的重新开发，拼音加加的很多优秀功能也被其他的输入法普遍借鉴并在其他的输入法身上得到了提高，使得拼音加加输入法逐渐淡出了人们的视野，原拼音加加的用户也大量地流失，另外输入法开发气氛的浮躁也影响了使用者对该输入法的评价。而该输入法默认修改主页等不良性能也在很大程度上影响了其在使用者心目中的形象。但这个输入法在中国汉字输入改革中所起到的历史作用是不容否定的。它为后来兴起的新的拼音输入法提供了宝贵的借鉴。

## 主要特色
- 免费
- 输入设置：点选屏幕上方的拼音加加图标，在出现的下拉菜单里选择"设置"命令。即可在设置对话框中对输入法进行各种设置。如采用全拼还是双拼，翻页键的选择，每页的重码个数，以及南方模糊音的具体设置等。
- 词库编辑：每个人都会有自己经常使用的词组短语，用户可以利用系统提供的编辑自定义词库功能将它们定义到词库之中，甚至可以就不同的文章类型来定制不同的词库。
- 机械记忆：拼音加加可以记住用户已经输入过的句子和词汇，这对重复输入的用户帮助较大，但这个功能的劣势在于它可能导致自定义用户词中的错误词汇越来越多，而且，很多用户反映，机械的记忆句子功能实际当中应用不多．

## 使用技巧
- 快速选码：快捷简便的选码设计是拼音加加的一项改进，在使用拼音加加（特别是三重码输入状态）时，用户只需通过“空格键”、“左shift键”、“右shift键”（可改设）即可分别选取页中的第一、二、三重码，在一定程度上提高了输入速度。目前多数输入法都已经具备了这个功能。

- 笔划输入：主要针对不认识的字。在此拼音加加为用户提供笔划输入法。在输入时如果遇到生字可以先按"i"键将输入法切换到笔画输入状态。随后即可使用：横、竖、撇、点(捺)、折五个基本笔画分别对应其声母h、s、p、d(n)、z来描述生字。例如对于"鑫"字，可以按笔划输入"ipnhh"，再行选择即可输入。

- 特殊字符输入：不同与很多输入法将特殊字符单独列表，需要用户进行选择使用的做法。拼音加加将特殊符号集成到普通字库中，用户输入指定拼音即可获得。例如：圆圈数字（①②③等）只需输入其声母“yqsz”(双拼1:yqiz双拼2:yquz)即可得到；想输入方向箭头（→↑↖等）则应键入“fxjt”。

- 以词定字：对于一些重码偏后的词语，如果觉得难以拆分，也可通过以词定字方式输入，先输入与该字相关的词语，点击“;”键输入首字、按“'”键输入最后一个字。目前多数输入法都已经具备了这个功能。

## 双拼方案
拼音加加支持双拼输入，它包含了一种定制的双拼方案，其键位图为：

## 历史版本

### 拼音加加（老版）
- 2.205：该版本曾经一度在网络盛传，但官方从未正式发布过这个版本。该版本为拼音加加2.204的修正版本，保留2.204的优点，并且免费。并由2.204的单用户版改为多用户版。即：2.204只有一个用户词库。而2.205在每个用户的 Application Path 下都有一个用户词库（如果系统没有自动设置该Path，则在根目录下建一个Pyjj目录存放用户词库）
- 2.204：拼音加加的最著名版本，以程序小巧、功能全面著称。

### 最近版本
- 2012年初，拼音加加论坛发布了“加加输入法5.2正式版”。同时又有热心网友于2012年1月21日发布“加加输入法5.3公测版”，但是一直未转化为正式版。[2]